# Berstett
Berstett – miejscowość i gmina we Francji, w regionie Grand Est, w departamencie Dolny Ren.
Według danych na rok 1990 gminę zamieszkiwało 1679 osób, 94 os./km². 
Miastem partnerskim jest Bollschweil, w kraju związkowym Badenia-Wirtembergia, Niemcy. Umowę partnerską podpisano 27 października 1990 r. w Bollschweilu, a jej francuski odpowiednik 28 kwietnia 1991 r. w Berstett,